# Simon Plaskie
Simon Plaskie (10 de abril de 2001) é um voleibolista profissional belga, jogador posição ponta. 

## Clubes
| Anos      | Clube                      |
| --------- | -------------------------- |
| 2019—2021 | Caruur Volley Gent         |
| 2021—2022 | Decospan Volley Team Menen |
| 2022—     | Knack Roeselare            |

## Títulos
Clubes
Campeonato Belga:
- 2022

Seleção principal
Campeonato Europeu Masculino Sub-17:
- 2017

Campeonato Europeu Masculino Sub-20:
- 2018, 2020

Festival Olímpico Europeu da Juventude:
- 2019